# Spathoglottis × parsonsii
Spathoglottis × parsonsii là một loài thực vật có hoa trong họ Lan. Loài này được Ames & Quisumb. miêu tả khoa học đầu tiên năm 1948.